# 1950年の宝塚歌劇公演一覧
本項目では、1950年の宝塚歌劇公演一覧（1950ねんのたからづかかげきこうえんいちらん）について示す。

## 一覧
（）内は、作者または演出者名。

### 宝塚公演

#### 月組
- 1月1日 - 1月30日　宝塚大劇場
  - 『ヴギウギホテル』（高木史朗）
  - 『宝塚花くらべ』（水田茂）

#### 星組
- 2月1日 - 2月27日　宝塚大劇場
  - 『嘘吐きレリオ』（内村禄哉）
  - 『ロミオとジュリエット』（堀正旗　改修・演出）

#### 雪組
- 3月1日 - 3月30日　宝塚大劇場
  - 『妖炎』（内海重典）
  - 『ホフマン物語』（執行正俊　構成・脚本・演出）

#### 花組
- 4月1日 - 4月30日　宝塚大劇場
  - 『モナミ』（志賀信男）
  - 『春のおどり<スヰング・ラプソディ>』（高木史朗）

#### 月組
- 5月2日 - 5月30日　宝塚大劇場
  - 『西施』（香村菊雄）
  - 『ステイジランド』（内村禄哉）

#### 星組
- 6月1日 - 6月29日　宝塚大劇場
  - 『モンテカルロの結婚』（高木史朗）
  - 『リリオム』（内海重典　構成・演出）

#### 雪組
- 7月1日 - 7月30日　宝塚大劇場
  - 『お夏笠物狂』（久松一聲　作、水田茂　演出）
  - 『君を呼ぶ歌』（堀正旗）

#### 花組
- 8月1日 - 8月30日　宝塚大劇場
  - 『素襖落』（水田茂）
  - 『アラビアン・ナイト』（白井鐡造）

#### 月組
- 9月1日 - 9月29日　宝塚大劇場
  - 『安土夜話』（小野晴通）
  - 『アラビアン・ナイト』（白井鐡造）

#### 星組
- 10月1日 - 10月30日　宝塚大劇場
  - 『恋は御法度』（香村菊雄）
  - 『ヤマ・ローサ』（執行正俊　作、内海重典　演出）

#### 雪組
- 11月1日 - 11月29日　宝塚大劇場
  - 『ブルウ・イン・ザ・ナイト』（矢田茂）
  - 『スヰングハイ・スヰングロウ』（高木史朗）

#### 花・星組
- 12月1日 - 12月28日　宝塚大劇場
  - 『春風の接吻』（高木史朗）
  - 『宝塚おどり』（内海重典）

### 東京公演

#### 雪組
- 1月1日 - 1月30日　帝国劇場
  - 『寿式三番叟』（楳茂都陸平）
  - 『鏡獅子』（水田茂）
  - 『ウインナ・ワルツ』（高木史朗）

#### 花組
- 2月3日 - 2月27日　帝国劇場
  - 『カルメン』（堀正旗　演出）
  - 『プリズム・パレード』（内海重典）

#### 月組
- 3月3日 - 4月3日　帝国劇場
  - 『ヴギウギホテル』(高木史朗）
  - 『アレキサンドリアの舞姫』（小西松茂、堀正旗　演出）
  - 『春のおどり』（水田茂）

#### 星組
- 4月7日 - 4月30日　帝国劇場
  - 『ロミオとジュリエット』（堀正旗　改作・演出）
  - 『スヰート・シルヴィ』（内村禄哉）

#### 雪組
- 5月3日 - 5月30日　帝国劇場
  - 『花子』（水田茂）
  - 『悪たれ』（水田茂）
  - 『ホフマン物語』（執行正俊　構成・脚本・演出）

#### 花組
- 6月3日 - 6月27日　帝国劇場
  - 『ユング・ハイデルベルヒ』（堀正旗）
  - 『スヰート・シルヴィ』（内村禄哉）

#### 月組
- 7月1日 - 7月30日　帝国劇場
  - 『西施物語』（香村菊雄）
  - 『宝塚パレード』（内村・内海・高崎）

#### 星組
- 8月3日 - 8月28日　帝国劇場
  - 『モンテカルロの結婚』（高木史朗）
  - 『リリオム』（内海重典　構成・演出）

#### 雪組
- 9月1日 - 9月28日　帝国劇場
  - 『雨月物語』（小野晴通）
  - 『キュウバ』（康本晋史）
  - 『人魚姫』（高木史朗）

#### 花組
- 10月18日 - 11月6日　帝国劇場
  - 『妖炎』（内海重典）
  - 『アラビアン・ナイト』（白井鐡造）

#### 月組
- 11月9日 - 11月28日　帝国劇場
  - 『運つく男』（水田茂　改作）
  - 『アラビアン・ナイト』（白井鐡造）

### 宝塚・東京以外の公演

#### 花組
- 1月7日 - 1月9日　広島、呉
  - 『になひ文』（水田茂）
  - 『ブギウギ巴里』（内海重典）

#### 星組
- 1月8日 - 1月15日　浜松、静岡、岐阜
  - 『夜鶴双紙』（小野晴通）
  - 『スヰート・シルヴィ』（内村禄哉）

#### 月組
- 2月4日 - 2月13日　名古屋宝塚劇場
  - 『ブギウギホテル』（高木史朗）
  - 『再び君が胸に』（堀正旗）

#### 星組
- 3月4日 - 3月7日　松本、長野、長岡、新潟
  - 『三人片輪』（錢谷信昭）
  - 『千姫』（小野晴通）
  - 『嘘吐きレリオ』（内村禄哉）

- 3月12日 - 3月18日　京都・公楽会館
  - 『三人片輪』（錢谷信昭）
  - 『千姫』（小野晴通）
  - 『スヰート・シルヴィ』（内村禄哉）

#### 雪組
- 4月8日 - 4月17日　名古屋宝塚劇場
  - 『花子』（水田茂）
  - 『鏡獅子』（水田茂）
  - 『ホフマン物語』（執行正俊）

- 4月22日 - 4月26日　宇治山田、敦賀
  - 『ねね姫様』（久松一聲）
  - 『十三鐘』（小野晴通）
  - 『ユングハイデルベルヒ』（堀正旗）

#### 花組
- - 『十三鐘』（小野晴通）
  - 『ユングハイデルベルヒ』（堀正旗）
  - 『宝塚パレード』

#### 星組
- 5月20日・21日　西宮・アメリカ博
  - 『おおニューヨーク』

#### 月組
- 6月10日 - 6月17日　紀州、山陽地方
  - 『傀儡船』（小野晴通）
  - 『ユングハイデルベルヒ』（堀正旗）
  - 『ブギウギホテル』（高木史朗）

#### 星組
- 7月8日 - 7月17日　名古屋宝塚劇場
  - 『モンテカルロの結婚』（高木史朗）
  - 『ロミオとジュリエット』（堀正旗　改作）

#### 花組
- 新人　7月11日・12日　小豆島
  - 『ユングハイデルベルヒ』（堀正旗）
  - 『宝塚スヰングパレード』（高木史朗）

#### 星組
- 7月19日・20日　静岡
  - 『素襖落』（水田茂）
  - 『ロミオとジュリエット』（堀正旗　改作）

#### 雪組
- 8月8日 - 8月17日　新潟、長野、岐阜
  - 『お夏笠物狂』（水田茂　演出）
  - 『別れの歌』（内海重典）
  - 『宝塚フェア』（玉田祐三）

#### 花組
- 9月9日 - 9月18日　名古屋宝塚劇場
  - 『ユングハイデルベルヒ』（堀正旗）
  - 『スヰングラプソディ』（高木史朗）

- 9月20日 - 9月23日　静岡、浜松
  - 『お夏笠物狂』（久松一聲）
  - 『娘道成寺』（水田茂）
  - 『スヰングラプソディ』（高木史朗）

#### 月組
- 10月7日 - 10月22日　福岡、久留米、飯塚、熊本、鹿児島、宮崎、延岡、別府）
  - 『傀儡船』（小野晴通）
  - 『別れの歌』（内海重典）
  - 『ブギウギホテル』（高木史朗）

- 新人　10月14日 - 10月24日　愛知県下

#### 星組
- 11月4日 - 11月20日　綾部、大津、宇治山田
  - 『三人片輪』（水田茂）
  - 『ユングハイデルベルヒ』（堀正旗）
  - 『宝塚スヰングパレード』（高木史朗）

#### 雪組
- 12月5日 - 12月7日　松山
  - 『宝塚フェア』（玉田祐三）